# دارشکنک سینه‌حنایی
دارشکنک سینه‌حنایی (نام علمی: Picumnus rufiventris) نام یک گونه از سرده دارشکنک‌ها است.